# Abstimmungsdenkmal (Allenstein)

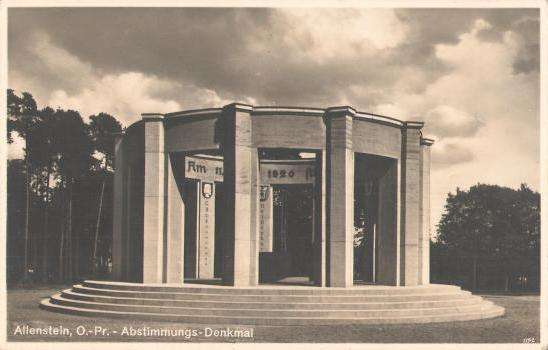
Abstimmungsdenkmal

Das Abstimmungsdenkmal in Allenstein war eine patriotische Gedenkstätte, an der des Verbleibs der elf südlichen Kreise Ostpreußens im Deutschen Reich nach der Volksabstimmung von 1920 gedacht wurde. Es wurde in den Parkanlagen von Jakobsberg, damals ein Vorort von Allenstein, etwa einen Kilometer nördlich des Bahnhofes errichtet und am 26. Januar 1928 enthüllt.
Allenstein war 1920 Sitz der deutschen wie auch der Interalliierten Kommission (s. Abstimmungsgebiet Allenstein). Nach dem eindeutigen Abstimmungsergebnis wurden die elf ostpreußischen Kreise am 18. August 1920 in Allenstein an das Deutsche Reich zurückgegeben. Zur Erinnerung an den historischen Erfolg wurde das Abstimmungsdenkmal im Stadtpark Jakobsberg errichtet. Die Berliner Architekten Walter und Johannes Krüger hatten es entworfen. Der angelegte Park wurde anlässlich des 25. Dienstjubiläums des damaligen Bürgermeisters von Allenstein, Georg Zülch, am 26. Januar 1928 in Georg-Zülch-Platz benannt und mit einem Fackelzug zur Enthüllung des Denkmals eingeweiht.
Mit den Wappen der Kreisstädte standen die elf Säulen des runden Denkmals für die elf masurischen Abstimmungskreise. Auf der Innenseite der Joche waren die Parole und das Ergebnis der Abstimmung festgehalten: „Heimat in Gefahr – dies Land bleibt deutsch“ und „Es stimmten im südlichen Ostpreußen: 363.209 für Deutschland – 7.980 für Polen.“
Auf den vier Seiten des Altarsteins in der Mitte stand Volk und Vaterland – Selbstbestimmung – Einigkeit und Recht und Freiheit – Heimat.
Das Denkmal gehört mit dem Abstimmungsdenkmal in Marienburg und dem Tannenberg-Denkmal in Hohenstein zu den patriotischen Gedenkstätten in Ostpreußen zwischen den Weltkriegen. Das Denkmal wurde 1945 von der polnischen Verwaltung abgerissen und durch das polnische Denkmal „Helden im Kampf um nationale und soziale Befreiung im Ermland und Masuren“ ersetzt.